# 闾峡安澜侯宫
闾峡安澜侯宫，位于中国福建省霞浦县长春镇吕峡村。清朝乾隆年间，蔡牵率起义军在此地安澜侯宫设立水都提督，并留下摩崖石刻，现为霞浦县级文物保护单位，类型为石窟寺及石刻，公布时间为1994年3月。
闾峡安澜侯宫的历史年代为清。